# Ivan Levynskyi
Ivan Ivanovich Levynskyi ou Levinsky (en ukrainien : Іва́н Іва́нович Леви́нський ; en polonais : Jan Lewiński), né le 6 juillet 1851 à Dolyna, dans la région d'Ivano-Frankivsk, mort le 4 juillet 1919, à Lviv, est un architecte ukraino-allemand, enseignant, homme d'affaires et personnalité publique.

## Biographie et travaux
Ivan Levynskyi naît le 6 juillet 1851 à Dolyna, dans l' oblast d'Ivano-Frankivsk. Il est le fils d'un directeur d'école nationale ukrainienne. Son père Ivan Levynskyi est originaire d'une famille ukrainienne du Dniepr, tandis que sa mère Josepha Hauser est issue d'une famille de colons bavarois. La famille déménage à Stryï après la mort de son père en 1859 et plus tard à Lemberg (Lviv) afin qu'il puisse suivre les cours de la Lemberg Real School  qui offre un programme de sciences techniques et appliquées. Il est diplômé en 1874, avec distinction, de la faculté de construction de l'Académie technique de Lemberg (aujourd'hui l'université polytechnique de Lviv), à laquelle il s'est inscrit en 1868.  Son mentor à l'académie est le professeur Julian Zachariewicz.
Après avoir obtenu son diplôme, Ivan Levynskyi reste à l'académie. L'éducation technique qu'il reçoit, conjuguée à l'amour de son père pour l'art populaire, conduit Ivan Levinsky à créer sa propre entreprise de poterie artistique. Peu de temps après avoir obtenu son diplôme en 1875, Ivan Levinsky s'associe à Julian Zachariewicz pour acheter un terrain dans le nord-ouest de Lviv, à Kastelivka.
En 1881, Ivan Levynskyi crée un bureau d'architecture et de design qui d'engage dans le développement de décoration d'intérieur dans les maisons, de dessins de fenêtres, de portes, et de divers éléments d'architecture. Au bout d'un moment, le bureau devient l'un des meilleurs de la ville, employant des maîtres régionaux réputés. En 1888, Ivan Levynskyi commence à construire son usine sur la rue Andrzeja Potockiego (maintenant la rue Tarasa Chuprynky) et l'année suivante, il ouvre son entreprise de fabrication de poêles à carreaux.
C'est d'abord une petite entreprise, avec deux étages et cinq employés. Levinsky s'occupe du développement de la poterie, achète du matériel et un four spécial pour fabriquer les carreaux, des plats en céramique, et le reste. Peu après, il embauche des potiers et céramistes professionnels et, en 1894, son entreprise compte 25 employés qui fabriquent des carreaux, des briques, des vases, des sculptures et d'autres matériaux de construction. L'argile est importée de Hlynsk, près de Zhovkva, et d'Oleyov près de Zolochiv, ainsi que d'argile houillère de première qualité de Tchéquie. À peine vingt ans plus tard, son entreprise est l'une des entreprises les plus prospères de l'est de la Galicie (Halychyna), employant plus de 800 habitants de Lviv.
Ivan Levynskyi devient en 1903 professeur d'architecture à l'université polytechnique de Lviv. À cette époque, son entreprise devient une des plus florissantes de la Galicie. Levinsky continue de travailler comme architecte et constructeur. Les bâtiments spectaculaires qu'il a construits sont encore visibles sur la rue Chuprynky (aux numéros 11, 11a, 60, 103), la rue Kotlyarevskoho (numéro 25), et la rue Bandery (numéros 4 et 6). Son cabinet d'architecture contribue à la conception et à la construction de beaucoup des plus fameux bâtiments de Galicie, y compris la gare principale de Lviv, l'hôtel George, et l'Opéra de Lviv. Travaillant avec des architectes aussi estimés que H. Helmer et F. Fellner, il conçoit aussi le pavillon de Galicie à l'exposition universelle de Paris, la Chambre de commerce, et beaucoup d'hôtels et de banques de Lviv. Levinsky est déjà reconnu à son époque. Son entreprise reçoit la médaille d'or de la Société technique russe à l'exposition internationale d'Odessa en 1911.
Au début du XXe siècle, les entreprises de Levinsky emploient près de 1000 personnes et jusqu'en 1914, sa société bénéficie du monopole de la fourniture des briques de parement et de construction pour les bâtiments gouvernementaux dans l'empire d'Autriche-Hongrie. Mais à la fin de la Première Guerre mondiale, les autorités polonaises refusent de payer les commandes autrichiennes à Levinsky et sa société ne s'e remet pas. Il meurt peu de temps après à Lviv d'une crise cardiaque, le 4 juillet 1919. Il est enterré au cimetière de Lytchakiv de Lviv.
Reconnu comme un architecte doué, un homme d'affaires habile, un philanthrope généreux et un véritable patriote, Levinsky est aujourd'hui considéré comme l'« homme qui a construit Lviv ». Son usine se transformait et changeait de direction plusieurs fois plusieurs fois par an, mais n'a jamais été aussi glorieuse ou influente que l'usine de poêles à carreaux Ivan Levinsky. Pendant l'âge d'or de l'usine, notamment de 1910 à 1912, il y avait cinq unités distinctes de production, chacune étant indépendante et fabriquant le sol, les carreaux, les vases et plats décoratifs, les petits articles en céramique, les poêles et les sculptures. Levinsky était un pionnier, il a engagé des artistes, des architectes et des sculpteurs locaux pour créer ses poêles, les carreaux de poêle et les ensembles de carreaux originaux qui ont introduit des motifs folkloriques ukrainiens dans la tradition de l'Europe occidentale. Ses produits étaient considérés comme étant d'une qualité exceptionnelle et d'un style unique.
Ses méthodes de fabrication à la fois diversifiées et avec des compositions traditionnelles pour l'architecture ukrainienne ont largement contribué à l'image architecturale ukrainienne de Lviv et de la région.

## Style architectural

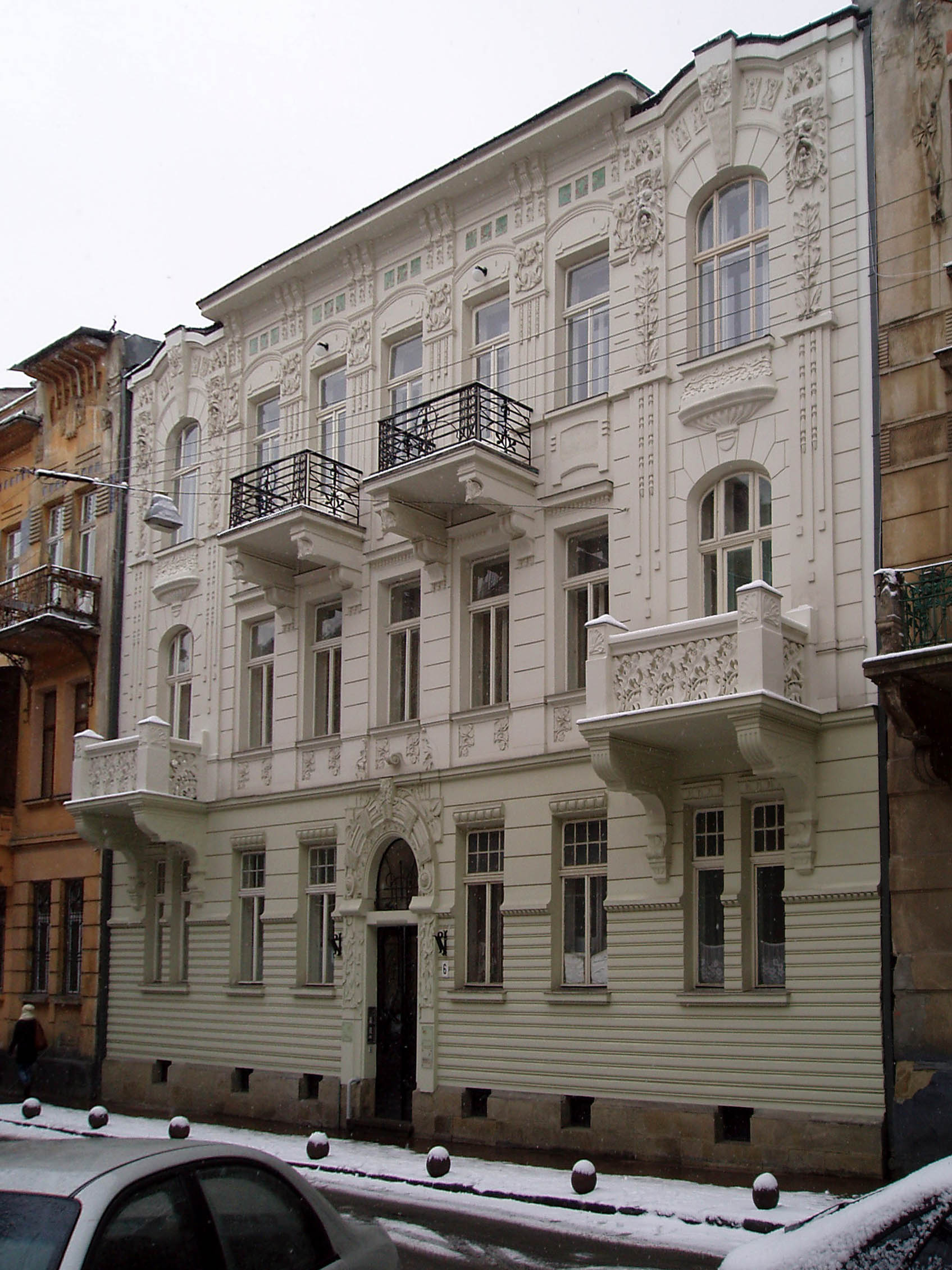
Bâtiment richement orné de Levynskyi, rue Akad. Bohomoltsia à Lviv, abritant aujourd'hui un centre d'histoire.

Le style de Levinski combinait l'architecture populaire des Carpates à la sécession viennoise, et participe à la sécession houtsoule. Il a conçu et construit des hôpitaux et des sanatoriums dans toute la Galicie, notamment à Horodenka, Kolomyia, Ternopil, Vorokhta, Zalishchyky et Zolochiv. Dans la capitale galicienne, il a aidé à concevoir la maternité, à l'origine l'hôpital juif Beth Hulim, sur la rue Rapoport en incorporant des symboles orientaux et juifs dans le style architectural néo-mauresque. Son chef-d'œuvre reste le spectaculaire théâtre d'opéra et de ballet de Lviv, dont son entreprise de construction a fourni les matériaux locaux.